# Krausz doktor a vérpadon
A Krausz doktor a vérpadon (angol cím: Doctor Krausz on the Scaffold) Kertész Mihály 1913-ban bemutatott magyar némafilmje, filmszkeccse.

## Szereplők
- Mály Gerő – Krausz doktor
- Hadrik Anna – Krausz doktor felesége
- Szőreghy Gyula – Bábolnay
- Boross Blanca (Boriss Bianka) – szobalány
- Huszár Károly – makk király
- Krupka András (K. Kovács Andor néven)
- Szabolcs Ernő – tökfilkó
- Vákár Vilmosné (Kroó Lizi) – szakácsné
- Gábor Ernő
- Rátkai Márton

## Forgatási helyszínek
- Terézváros
- A királyi palota